# 2002년 시카고 영화 비평가 협회상
제15회 시카고 비평가 협회상은 2002년 영화를 대상으로 2003년 1월 8일에 열린 시상식이다.

## 수상 및 후보

### 작품상
- 파 프롬 헤븐

### 감독상
- 파 프롬 헤븐 - 토드 헤인즈 수상

### 남우주연상
- 갱스 오브 뉴욕 - 다니엘 데이 루이스 수상

### 여우주연상
- 파 프롬 헤븐 - 줄리안 무어 수상

### 남우조연상
- 파 프롬 헤븐 - 데니스 퀘이드 수상

### 여우조연상
- 어댑테이션 - 메릴 스트립 수상

### 각본상
- 어댑테이션 - 찰리 카우프만 수상

### 외국어영화상
- 이 투 마마

### 다큐멘터리상
- 볼링 포 콜럼바인

### 촬영상
- 파 프롬 헤븐 - 에드워드 래크먼 수상

### 음악상
- 파 프롬 헤븐 - 엘머 번스타인 수상

### 유망감독상
- 로저 닷저 - Dylan Kidd 수상

### 유망연기상
- 컨페션 - 매기 질렌할 수상